# 제10대 브레이브룩 남작 로빈 네빌
제10대 브레이브룩 남작 로빈 네빌(Robin Neville, 10th Baron Braybrooke, 1932년 1월 29일 ~ 2017년 6월 5일)은 영국의 귀족이자 군인이었다. 그는 1992년부터 2000년까지 에식스의 중위로 재직했다.